# Крута Горка
Крута́ Го́рка (рос. Крутая Горка) — село у складі Шуміхинського району Курганської області, Росія. Адміністративний центр Більшовицької сільської ради.
Населення — 729 осіб (2010, 802 у 2002).
Національний склад станом на 2002 рік: росіяни — 96 %.